# 베네수엘라 서머 리그
베네수엘라 서머 리그(Venezuelan Summer League)는 1997년 창설된 미국의 마이너 리그 루키 야구 리그이다. 총 5팀으로 이루어져 있다.

## 팀
| 팀           | MLB 팀              |
| ------------ | ------------------- |
| VSL 컵스     | 시카고 컵스         |
| VSL 매리너스 | 시애틀 매리너스     |
| VSL 필리스   | 필라델피아 필리스   |
| VSL 레이스   | 템파베이 레이스     |
| VSL 타이거스 | 디트로이트 타이거스 |